# 14122 Josties
14122 Josties este un asteroid din centura principală de asteroizi.

## Descriere
14122 Josties este un asteroid din centura principală de asteroizi. A fost descoperit pe 27 august 1998 la Stația Anderson Mesa în cadrul programului LONEOS. El prezintă o orbită caracterizată de o semiaxă mare de 2,25 ua, o excentricitate de 0,22 și o înclinație de 5,6° în raport cu ecliptica.